# Calochortus indecorus
Calochortus indecorus là một loài thực vật có hoa trong họ Liliaceae. Loài này được Ownbey & M.Peck miêu tả khoa học đầu tiên năm 1954.